# Brandon Maxwell
Brandon Maxwell (* 22. März 1991 in Winter Park, Florida) ist ein US-amerikanisch-deutscher Eishockeytorwart, der seit Mai 2023 bei den Kassel Huskies aus der DEL2 unter Vertrag steht. Zuvor war Maxwell unter anderem für die Fischtown Pinguins Bremerhaven in der Deutschen Eishockey Liga (DEL) aktiv.

## Karriere

### Jugend und College
Brandon Maxwell wurde in Winter Park in Florida geboren, wuchs allerdings im kanadischen Ontario auf, der Heimat seines Vaters. Dort lief er in seiner Jugend unter anderem für die Cambridge Hawks auf, bevor er sich zur Saison 2007/08 dem USA Hockey National Team Development Program (NTDP) anschloss, der zentralen Talenteschmiede des US-amerikanischen Verbands USA Hockey. Mit den Nachwuchsauswahlen des NTDP nahm der Torwart in den folgenden zwei Jahren am Spielbetrieb der North American Hockey League teil, der zweithöchsten Juniorenliga des Landes, bevor er im NHL Entry Draft 2009 an 154. Position von der Colorado Avalanche ausgewählt wurde.
Zur Spielzeit 2009/10 kehrte Maxwell nach Kanada zurück und spielte dort auf höchstem Juniorenniveau für die Kitchener Rangers in der Ontario Hockey League (OHL). Bei den Rangers fungierte er zwei Jahre als erster Torhüter, bevor er im Juni 2011 zu den Sarnia Sting transferiert wurde. In Sarnia wiederum war der Torhüter nur eine knappe halbe Spielzeit aktiv, bis er im Januar 2012 an die Mississauga St. Michael’s Majors abgegeben wurde und dort den Rest seiner letzten OHL-Saison verbrachte. Mit dem Ende seiner Juniorenzeit erhielt er keinen Profivertrag im nordamerikanischen Eishockey, sodass er etwa drei Monate für die University of Guelph im kanadischen Universitätssport auflief.

### Profibereich
Wenig später entschloss sich Maxwell zu einem Wechsel nach Europa und unterzeichnete beim HK Berkut aus der ukrainischen Professionellen Hockey-Liga seinen ersten Profivertrag. Nach nur drei Einsätzen dort wechselte er zur Saison 2014/15 zum Rögle BK in die Allsvenskan, die zweithöchste schwedische Liga, und war dort prompt als erster Torwart gesetzt. Anschließend kehrte er nach Nordamerika zurück und schloss sich den Utah Grizzlies aus der drittklassigen ECHL an, wobei dieses Engagement jedoch bereits nach wenigen Wochen und einem absolvierten Spiel endete, als Maxwell zum HC Vítkovice Steel in die tschechischen Extraliga wechselte. In der Extraliga etablierte er sich in der Folge, so schloss er zur neuen Spielzeit dem HC Pardubice an und fungierte dort eineinhalb Jahre als erster Torhüter. Im Januar 2017 wechselte er innerhalb der Liga zum BK Mladá Boleslav und ist auch dort seither regelmäßig zum Einsatz gekommen. Nach einem Jahr beim Mountfield HK stand der Torwart ab August 2019 beim EC VSV unter Vertrag. Am 43. Spieltag gegen den HC Innsbruck erzielte Maxwell in der 58. Minute ein Tor, als erst fünfter Goalie in der österreichischen Erste Bank Eishockey Liga (EBEL).
Im Mai 2020 verpflichteten die Fischtown Pinguins Bremerhaven aus der Deutschen Eishockey Liga (DEL) Maxwell, der einen Vertrag über drei Jahre unterschrieb. Allerdings überwarf sich der Kanadier im November 2022 mit der Teamleitung, als er offen mit einem Wechsel in die Kontinentale Hockey-Liga (KHL) liebäugelte. Der Transfer kam allerdings nicht zustande und er wurde daraufhin suspendiert. Anfang Januar 2023 fand Maxwell in den Malmö Redhawks aus der Svenska Hockeyligan (SHL) bis zum Saisonende einen neuen Arbeitgeber und kehrte anschließend nach Deutschland zurück, wo er bei den Kassel Huskies aus der DEL2 anheuerte.

### International
Maxwell besitzt die doppelte Staatsbürgerschaft und entschloss sich, international für die Vereinigten Staaten aufzulaufen. Im Rahmen des NTDP vertrat er die USA bei der World U-17 Hockey Challenge 2008 und der U18-Weltmeisterschaft 2008 und errang dabei mit dem Team eine Silber- sowie eine Bronzemedaille. Für die A-Nationalmannschaft debütierte er beim Deutschland Cup 2017 und kam dabei auf zwei Einsätze. Anschließend wurde er in den Kader des Team USA für die Olympischen Winterspiele 2018 berufen, in dem er gemeinsam mit Ryan Zapolski und David Leggio das Torhüter-Trio bildet. Dabei profitierte Maxwell von der Entscheidung der National Hockey League, die Saison für diese Olympiade nicht zu unterbrechen und ihre Spieler somit für eine Teilnahme zu sperren. Schließlich erreichte die US-amerikanische Auswahl den siebten Platz in Pyeongchang, Maxwell kam dabei allerdings nicht zum Einsatz.

## Erfolge und Auszeichnungen
- 2008 Silbermedaille bei der World U-17 Hockey Challenge
- 2008 Bronzemedaille bei der U18-Weltmeisterschaft

## Karrierestatistik
Stand: Ende der Saison 2024/25

### International
Vertrat die USA bei:
- World U-17 Hockey Challenge 2008
- U18-Weltmeisterschaft 2008
- Olympischen Winterspielen 2018

(Legende zur Torhüterstatistik: GP oder Sp = Spiele insgesamt; W oder S = Siege; L oder N = Niederlagen; T oder U oder OT = Unentschieden oder Overtime- bzw. Shootout-Niederlage; Min. = Minuten; SOG oder SaT = Schüsse aufs Tor; GA oder GT = Gegentore; SO = Shutouts; GAA oder GTS = Gegentorschnitt; Sv% oder SVS% = Fangquote; EN = Empty Net Goal; 1 Play-downs/Relegation; Kursiv: Statistik nicht vollständig)